# Stanley Eric Reinhart
Pour les articles homonymes, voir Reinhart.
Stanley Eric Reinhart, né le 15 septembre 1893 à Polk (Ohio) et mort le 4 juin 1975  à Henderson (Caroline du Nord), est un officier de carrière de l'armée américaine. Pendant la Seconde Guerre mondiale il commande la 65e division d'infanterie.

## Biographie
Après avoir travaillé brièvement comme enseignant dans une école, à North Red Haw (Ohio), Stanley Reinhart entre, en 1912, à l'Académie militaire de West Point. Il obtient son diplôme en 1916. Il est nommé sous-lieutenant dans l'artillerie (Field Artillery Branch) à Fort Bliss.
En tant qu'aide de camp du brigadier général Peyton Conway March, il s'embarque pour la France le 30 juin 1917, près de trois mois après l'entrée des États-Unis dans la Première Guerre mondiale. À la fin de l'année 1917, il prend le commandement de la batterie « A » du 17e régiment d'artillerie (17th Field Artillery Regiment), qui fait partie de la 2e division d'infanterie  du  corps expéditionnaire américain, l'American Expeditionary Force (AEF) avec laquelle il participe à la bataille du bois Belleau en juin 1918. Il est ensuite nommé à la tête du 1er bataillon du 17e régiment d'artillerie qu'il commande jusqu'à la fin de la guerre. Sous sa responsabilité, l'unité participe aux batailles du Soissonnais, de la Lys et à  l'offensive de Meuse-Argonne). Pour ses actions au combat, Stanley Eric Reinhart reçoit l'Army Distinguished Service Medal.

### Entre-deux-guerres
Le 9 août 1919, il rentre aux États-Unis. Le 5 mai 1920, à West Point il épouse Jeannette Crane de Toledo, Ils ont un fils et une fille.
Sur le plan militaire, il réalise une carrière d'instructeur, au sein de l'armée américaine, dans différentes écoles militaires (trois ans au Command and General Staff College (École de commandement et d'état-major) ; au United States Army War College (l'École de guerre de l'armée américaine) ; deux ans U.S. Army Field Artillery School (l'école d'artillerie). Il est affecté pendant deux ans à l'état-major d'Hawaï puis quatre ans comme trésorier à West Point.

### La Seconde Guerre mondiale
Pendant la guerre du Pacifique, le 16 février 1942, il est général de brigade et prend le commandement de l'artillerie de la 25e division d'infanterie qui défend les côtes d'Oahu.
Le 6 décembre 1942, il participe aux opérations de Guadalcanal.
Le 26 avril 1943, il rentre aux États-Unis à San Francisco.
En août 1942, il prend le commandement de la 65e division d'infanterie  qu'il organise et entraîne jusqu'au 18 décembre 1944 au camp de Shelby dans le Mississippi. Le 10 janvier 1945, la division embarque et rejoint le théâtre d'opérations européen (ETO). Elle est affectée à la troisième armée américaine du général George Patton. Le 5 mars 1945, elle rejoint le front dans le long de la  Sarre.
Sous son commandement, la  65e division d'infanterie franchit en force la Fulda, Werra, le Danube, l'Inn, la Traun et l'Enns. Ses régiments prennent les villes allemandes de Sarrelouis, Neunkirchen, Oberursel, Friedberg, Niederaula, Bebra, Rottenburg, Treffurt, Bad Langensalza, Neumarkt, Ratisbonne et Passau,ainsi que Schärding, Eferding, Linz et Enns en Autriche. Ses hommes capturent la flottille allemande du Danube et de la marine hongroise, composée de 25 navires armés et de plus de 400 autres embarcations.
À la fin des hostilités, Stanley Reinhart et la 65e division d'infanterie se trouvent à plus de 160 kilomètres à l'est d'une ligne nord et sud passant par Berlin, en Allemagne. Maintenant général de division, Reinhart, sa division, arrive à Erlauf, en Autriche, où il rencontra les Soviétiques et serre la main de son homologue. En plus de commander ses propres troupes, Reinhart est nommé gouverneur militaire de la Haute-Autriche.
Stanley Reinhart a continué à résider à Linz, où la 65e division d'infanterie, puis la 26e division d'infanterie, ont leur quartier général.

### Après guerre
Malade, Stanley Reinhart est hospitalisé le 15 octobre 1945, il est rapatrié sanitaire 15 novembre 1945.
Le 30 septembre 1946, il prend sa retraite de l'armée pour des raisons médicales.

## Décorations

### Américaines
- Distinguished Service Medal  (1919)[1],[2];
- Silver Star :
- Legion of Merit (1943)[1] ;
- Bronze Star Medal avec feuille de chëne ;
- World War I Victory Medal ;
- American Defense Service Medal ;
- American Campaign Medal ;
- Asiatic-Pacific Campaign Medal ;
- European-African-Middle Eastern Campaign Medal ;
- World War II Victory Medal ;
- Army of Occupation Medal avec agrafe « Germany » ;

### Françaises
- Officier de la Légion d'honneur ;
- Croix de guerre 1914–1918, palme de bronze ;

### Soviétiques
- Ordre de la guerre patriotique ;